# 단델 (포켓몬스터)
단델은 《포켓몬스터 W》에 나오는 가공의 인물이다. 가라르 지방의 챔피언이다.

## 정보
- 가라르 지방의 출신이다.
- 포켓몬스터 애니메이션 시리즈 본편의 세계관 최강자였던 인물로 세계랭킹 1위의 챔피언이었다.
- 포켓몬스터 W 12화에서 등장해, 가라르지방 슛시티에서 개최되는 포켓몬 월드 챔피언십에 도전하고 결승전에서 관동지방의 목호와 대결하는 것으로 보인다. 애니메이션에선 포켓몬 세계대회 공식전에서 무패 신화를 쌓아올리는 등 원작을 초월하는 위상을 가졌다. 심지어 챔피언으로서 누구의 도전이든 받아들이겠다고 선언한 뒤 전 세계에서 몰려든 100여명의 실력자들을 상대로 무패 기록을 갱신한 전적까지 달성했다. 목호의 붉은 갸라도스와의 대결에서 상성때문에 초반에는 약간 밀렸으나 리자몽에게 가르쳐둔 번개펀치로 역으로 몰아붙인 뒤, 그대로 다이맥스 VS 거다이맥스로 돌입. 목호의 다이맥스 기술을 전부 다른 기술로 상쇄해버리는 등 점점 흐름을 잡기 시작하고 결국 승리.